# Xtro
Xtro (Brasil: Estranhas Metamorfoses) é um filme do Reino Unido de 1983. O filme surgiu na esteira do sucesso de Alien — O 8º Passageiro e E.T. — O Extraterrestre, porém apresenta mais violência gráfica e cenas grotescas que o primeiro citado.
Este filme é exibido vez por outra à noite no SBT e atualmente assumiu o status de cult. Teve duas seqüências. Foi considerado um nasty video — ou seja, entrou para a lista de filmes banidos pela censura britânica, mas logo foi retirado da lista, pois anteriormente tinha sido exibido nos cinemas sem cortes.

## História
O garoto Tony tem seu pai levado por seres extraterrenos num disco voador e fica traumatizado com a experiência. Porém o pai de Tony volta à Terra três anos depois em forma extra-terrestre e depois assume uma forma humana e tenta então se aproximar do garoto, e sua esposa (agora casada com um outro homem).

## Elenco
- Philip Sayer	 ...	Sam Phillips
- Bernice Stegers	 ...	Rachel Phillips
- Danny Brainin	 ...	Joe Daniels
- Maryam D'Abo	 ...	Analise Mercier
- Simon Nash	 ...	Tony Phillips
- Peter Mandell	 ...	Clown
- David Cardy	 ...	Michael
- Anna Wing	 ...	Sra. Goodman
- Robert Fyfe	 ...	Doutor
- Katherine Best	 ...	Jane
- Robert Pereno	 ...	Ben
- Sean Crawford	 ...	Commando (como Tok)
- Tim Dry	 ...	Monster (como Tik)
- Susie Silvey	 ...	Woman in Cottage
- Anna Mottram	 ...	Professora